# آبشار هوتای
آبشار هوتای (به لاتین: Hottai Falls) یک یادمان طبیعی و آبشار در ژاپن است که در یوریهونجو، آکیتا واقع شده‌است.